# Scott Linebrink
Scott Cameron Linebrink (né le 4 août 1976 à Austin, Texas, États-Unis) est un ancien lanceur de relève droitier des Ligues majeures de baseball qui évolue de 2000 à 2011.

## Carrière
Après des études secondaires à la McNeil High School d'Austin (Texas), Scott Linebrink suit ses études supérieures Concordia University puis à la Texas State University de San Marcos. 
Il est drafté en juin 1997 par les Giants de San Francisco au deuxième tour de sélection. Il signe son premier contrat professionnel le 13 juillet 1997. Après trois saisons en Ligues mineures, il fait ses débuts en Ligue majeure le 15 avril 2000 avec les Giants.
Linebrink est échangé aux Astros de Houston le 29 juillet 2000 en retour de Doug Henry. Il rejoint les Padres de San Diego le 29 mai 2003 via une procédure de ballottage puis les Brewers de Milwaukee le 25 juillet 2007 en retour de trois joueurs de ligues mineures.
Devenu agent libre à l'issue de la saison 2007, Linebrink signe chez les White Sox de Chicago le 23 novembre 2007.

### Braves d'Atlanta
Le 3 décembre 2010, les White Sox échangent Linebrink aux Braves d'Atlanta en retour du lanceur des ligues mineures Kyle Cofield.
Il fait partie de l'excellente brigade de releveurs des Braves en 2011 et est envoyé au monticule à 64 reprises. En 54 manches et un tiers lancées, il affiche une moyenne de points mérités de 3,64. Gagnant de quatre parties contre quatre défaites, il enregistre aussi un sauvetage. Il devient agent libre en fin d'année.

### Cardinals de Saint-Louis
Le 10 février 2012, Linebrink signe un contrat des ligues mineures avec les Cardinals de Saint-Louis. Il ne joue pas avec les Cardinals et est libéré le 8 juin suivant.

## Statistiques
| Saison | Équipe        | G   | GS | CG | SHO | V  | D  | SV | IP    | SO  | ERA   |
| ------ | ------------- | --- | -- | -- | --- | -- | -- | -- | ----- | --- | ----- |
| 2000   | San Francisco | 3   | 0  | 0  | 0   | 0  | 0  | 0  | 2.1   | 0   | 11,57 |
| 2000   | Houston       | 8   | 0  | 0  | 0   | 0  | 0  | 0  | 9.2   | 6   | 4,66  |
| 2001   | Houston       | 9   | 0  | 0  | 0   | 0  | 0  | 0  | 10.1  | 9   | 2,61  |
| 2002   | Houston       | 22  | 0  | 0  | 0   | 0  | 0  | 0  | 24.1  | 24  | 7,03  |
| 2003   | Houston       | 52  | 6  | 0  | 0   | 1  | 1  | 0  | 31.2  | 17  | 4,26  |
| 2003   | San Diego     | 43  | 0  | 0  | 0   | 2  | 1  | 0  | 60.2  | 51  | 2,82  |
| 2004   | San Diego     | 73  | 0  | 0  | 0   | 7  | 3  | 0  | 84.0  | 83  | 2,14  |
| 2005   | San Diego     | 73  | 0  | 0  | 0   | 8  | 1  | 1  | 73.2  | 70  | 1,83  |
| 2006   | San Diego     | 73  | 0  | 0  | 0   | 7  | 4  | 2  | 75.2  | 68  | 3,57  |
| 2007   | San Diego     | 44  | 0  | 0  | 0   | 3  | 3  | 1  | 45.0  | 25  | 3,80  |
| 2007   | Milwaukee     | 27  | 0  | 0  | 0   | 2  | 3  | 0  | 25.1  | 25  | 3,55  |
| 2008   | Chicago WS    | 50  | 0  | 0  | 0   | 2  | 2  | 1  | 46.1  | 40  | 3,69  |
| 2009   | Chicago WS    | 57  | 0  | 0  | 0   | 3  | 7  | 2  | 56.0  | 55  | 4,66  |
| 2010   | Chicago WS    | 52  | 0  | 0  | 0   | 3  | 2  | 0  | 57.1  | 52  | 4,40  |
| Totaux | Totaux        | 543 | 6  | 0  | 0   | 38 | 27 | 7  | 602.1 | 525 | 3,50  |

| Saison | Équipe     | G | GS | CG | SHO | V | D | SV | IP  | SO | ERA  |
| ------ | ---------- | - | -- | -- | --- | - | - | -- | --- | -- | ---- |
| 2005   | San Diego  | 1 | 0  | 0  | 0   | 0 | 0 | 0  | 1.0 | 1  | 0,00 |
| 2006   | San Diego  | 2 | 0  | 0  | 0   | 0 | 0 | 0  | 1.1 | 0  | 6,75 |
| 2008   | Chicago WS | 1 | 0  | 0  | 0   | 0 | 0 | 0  | 1.0 | 1  | 0,00 |
| Totaux | Totaux     | 4 | 0  | 0  | 0   | 0 | 0 | 0  | 3.1 | 2  | 2,70 |

Note: G = Matches joués ; GS = Matches comme lanceur partant ; CG = Matches complets ; SHO = Blanchissages ; 
V = Victoires ; D = Défaites ; SV = Sauvetages ; IP = Manches lancées ; SO = retraits sur des prises ; ERA = Moyenne de points mérités.